# 체사레 말디니
체사레 말디니(이탈리아어: Cesare Maldini, 1932년 2월 5일 ~ 2016년 4월 3일)는 이탈리아의 은퇴한 축구 선수이자 축구 감독이다. 포지션은 수비수였다. 파올로 말디니의 아버지이기도 하다.

## 선수 경력
체사레 말디니는 슬로베니아계 이탈리아인이며, 말디니의 아버지의 이름은 말디치(Maldič)였으나 1931년 귀화와 함께 성을 말디니(Maldini)로 바꾸었다. 말디니는 1952년 US 트리에스티나 칼초에서 프로 선수 경력을 시작했으며, 1954년 AC 밀란으로 이적해 1963년 팀의 주장으로서 유러피언컵 우승에 기여하였다. 1966년 토리노 FC로 이적한 뒤 은퇴했다.

## 감독 경력
말디니는 1973년 감독이 되어 AC 밀란으로 돌아왔다. 이후 포자 칼초, 테르나나 칼초, 파르마 FC를 거쳐 1986년 이탈리아 U-21의 감독이 되었고, 10년동안 감독직을 수행하면서 UEFA U-21 축구 선수권 대회에서 1992년, 1994년, 1996년 3번의 우승을 차지했다. 이후 이탈리아 축구 국가대표팀의 감독으로 선임되어 1998년 FIFA 월드컵 유럽 지역 예선을 통과했고, 아들 파올로 말디니에게 주장을 맡게 해 1998년 FIFA 월드컵 8강에 진출했으나 개최국 프랑스를 상대로 승부차기에서 패해 탈락한 뒤 감독직을 내놓았다. 2001년 잠시 AC 밀란의 감독을 맡은 뒤 파라과이의 감독으로 선임되었다. 말디니는 71세의 나이로 2002년 FIFA 월드컵에 참가해 그 해 월드컵에 참가한 감독 가운데 가장 나이가 많은 감독이 되었다. 파라과이의 간판 골키퍼 호세 루이스 칠라베르트가 출장 정지로 인해 첫 경기에 출장할 수 없었지만 파라과이는 16강에 진출하는 데 성공했고, 16강에서 독일을 만나 89분에 골을 허용해 탈락했다. 대회 이후 말디니는 감독직에서 물러나 AC 밀란의 스카우트가 되었다. 또한 알레산드로 알토벨리와 함께 알자지라에서 축구 해설가로 일하고 있다.

## 기타
체사레 말디니는 1954년부터 1966년까지 AC 밀란에서 뛰었고, 아들 파올로 말디니는 1985년부터 2009년까지 AC 밀란에서 뛰었으며, 손자 크리스티안 말디니가 2005년 10월 18일 AC 밀란 유스팀에 입단해 3부자가 모두 AC 밀란에서 활약하게 되었다.